# Lenny (Album)
Lenny ist das sechste Studioalbum des US-amerikanischen Rockmusikers Lenny Kravitz.

## Entstehung und Veröffentlichung
Die Erstveröffentlichung von Lenny erfolgte am 29. Oktober 2001 bei Virgin Records. Das Album erschien in seiner Originalausführung als CD (Katalognummer: 8 11233 2) und LP (Katalognummer: 8 11233 1) mit zwölf Titeln. Am 26. September 2002 erschien in Japan eine Deluxeversion mit einem Bonustitel sowie einer Bonus-EP, die acht Akustikaufnahmen beinhaltet (Katalognummer: VJCP-68383•84).
Getextet, komponiert und produziert wurden alle Lieder von Kravitz selbst in Miami.

## Titelliste
1. Battlefield of Love – 3:14
2. If I Could Fall in Love – 4:21
3. Yesterday Is Gone (My Dear Kay) – 3:52
4. Stillness of Heart – 4:15
5. Believe in Me – 4:41
6. Pay to Play – 2:49
7. A Million Miles Away – 4:32
8. God Save Us all – 3:53
9. Dig In – 3:37
10. You Were in My Heart – 5:29
11. Bank Robber Man – 3:31
12. Let’s Get High – 5:39
13. Again (Stankonia Remix) (feat. Outkast) [Japan-Bonus] – 4:09

Akustik-EP
1. Rosemary – 5:35
2. Can’t Get You Off My Mind – 4:38
3. God Is Love – 4:28
4. Flowers for Zoe – 2:48
5. A Million Miles Away – 4:32
6. God Save Us all – 3:49
7. Yesterday Is Gone (My Dear Kay) – 3:56
8. Stillness of Heart – 4:20

## Rezeption
Die Singleauskopplung Dig In führte für Kravitz zum Gewinn des vierten Grammy Award for Best Male Rock Vocal Performance in Folge. 2003 wurde er für If I Could Fall In Love zum fünften Mal für einen Grammy nominiert, konnte den Preis jedoch nicht gewinnen.
Das Slant Magazine schrieb: „Kravitz adds layer upon layer, creating a minimalist one-man show of acoustic and electric guitars, live percussion and drum programming. Most striking are Believe in Me and the spiritual You Were in My Heart, a track filled with swirling synthesizers and a subtle yet momentous string arrangement.“

## Kommerzieller Erfolg

### Chartplatzierungen
Das Album avancierte zum Nummer-eins-Erfolg in Österreich sowie zum Top-10-Erfolg in der Schweiz (Rang 3), Deutschland und Schweden (je Rang 5), Italien (Rang 6), den Niederlanden (Rang 7) oder auch Dänemark (Rang 9).
| ChartsChartplatzierungen       | Höchstplatzierung | Wochen |
| ------------------------------ | ----------------- | ------ |
| Deutschland (GfK)              | 5 (55 Wo.)        | 55     |
| Österreich (Ö3)                | 1 (48 Wo.)        | 48     |
| Schweiz (IFPI)                 | 3 (53 Wo.)        | 53     |
| Vereinigte Staaten (Billboard) | 12 (17 Wo.)       | 17     |
| Vereinigtes Königreich (OCC)   | 55 (2 Wo.)        | 2      |

| ChartsJahrescharts (2002)      | Platzierung |
| ------------------------------ | ----------- |
| Deutschland (GfK)              | 17          |
| Österreich (Ö3)                | 35          |
| Schweiz (IFPI)                 | 39          |
| Vereinigte Staaten (Billboard) | 179         |

### Auszeichnungen für Musikverkäufe
| Land/Region               | Auszeichnungen für Musikverkäufe (Land/Region, Auszeichnung, Verkäufe) | Verkäufe  |
| ------------------------- | ---------------------------------------------------------------------- | --------- |
| Argentinien (CAPIF)       | Gold                                                                   | 20.000    |
| Belgien (BRMA)            | Gold                                                                   | (25.000)  |
| Dänemark (IFPI)           | Gold                                                                   | (25.000)  |
| Deutschland (BVMI)        | Platin                                                                 | (300.000) |
| Europa (IFPI)             | Platin                                                                 | 1.000.000 |
| Italien (FIMI)            | 2× Platin                                                              | (200.000) |
| Japan (RIAJ)              | Gold                                                                   | 100.000   |
| Kanada (MC)               | Platin                                                                 | 100.000   |
| Niederlande (NVPI)        | Gold                                                                   | (40.000)  |
| Österreich (IFPI)         | Gold                                                                   | (20.000)  |
| Schweiz (IFPI)            | Platin                                                                 | (40.000)  |
| Spanien (Promusicae)      | Platin                                                                 | (100.000) |
| Vereinigte Staaten (RIAA) | Platin                                                                 | 1.000.000 |
| Insgesamt                 | 6× Gold · 8× Platin ·                                                  | 2.220.000 |

Hauptartikel: Lenny Kravitz/Auszeichnungen für Musikverkäufe